# Évian aftalen
Évian aftalen var en fredsaftale, som blev indgået den 18. marts 1962 i Évian-les-Bains mellem Frankrig og FLN (Front de Libération nationale), hvilket markerede afslutningen på selvstændighedskrigen i Algeriet. Våbenstilstand blev proklameret den 19. marts.
Fredsaftalen indeholdt aftaler om gensidige løfter mellem landene. Frankrigs præsident general Charles de Gaulle sikrede Frankrig industriel og kommerciel overhøjhed over Algeriet, i udbytte mod at Algeriet fik del af Frankrigs teknologiske viden og økonomisk støtte. Algeriet forbandt sig tillige at overdrage flyvepladser, arealer og militære anlæg som var nødvendige for at tilgodese franske behov. De europæiske bosættere i Algeriet fik løfter om at få lov til at beholde sin ejendomsret, religionsfrihed, og franske medborgerskab, med mulighed at vælge et algerisk medborgerskab i løbet af tre år. Algeriere sikredes fortsat ret at frit rejse til Frankrig for at arbejde, omend deres politiske rettigheder ikke var lige så vidtgående som franskmændenes.
Den franske underjordiske organisation Organisation de l’armée secrète modarbejdede fredsaftalen med terrorhandlinger og et mordforsøg på præsident de Gaulle.
Til trods for, at civilbefolkningen af europæisk herkomst blev garanteret dens sikkerhed, flygtede omkring en halv million til Frankrig de nærmest følgende måneder.
Ved en folkeafstemning 1. juli 1962 godkendte folket fredsaftalen, og Algeriets selvstændighed blev udråbt den 3. juli.